# Liste der Monuments historiques in La Rochepot
Die Liste der Monuments historiques in La Rochepot führt die Monuments historiques in der französischen Gemeinde La Rochepot auf.

## Liste der Immobilien
| Bezeichnung                      | Beschreibung | Standort                                   | Kennzeichnung | Schutzstatus   | Datum     | Bild           |
| -------------------------------- | --- | ------------------------------------------ | ------------- | -------------- | --------- | -------------- |
| Allée couverte von La Chaume     | Galeriegrab | südlich des Ortes (Lage)                   | PA00112609    | Classé         | 1910      |                |
| Dolmen La Pierre qui vire        | jungsteinzeitlich | südlich des Ortes (Lage)                   | PA00112631    | Classé         | 1910      | weitere Bilder |
| Friedhofskreuz                   | | Rue Saint-Georges, auf dem Friedhof (Lage) | PA00112610    | Inscrit        | 1927      | weitere Bilder |
| Kirche Notre-Dame-de-la-Nativité | ehemals Stiftskirche St-Georges; ab der Mitte des 12. Jahrhunderts                                                                        | Rue Saint-Georges (Lage)                   | PA00112612    | Classé         | 1909      | weitere Bilder |
| Château de La Rochepot           | Burg, 13. Jahrhundert, nach der Französischen Revolution teilweise abgebrochen, von 1895 bis 1927 rekonstruiert, Architekt Charles Suisse | 1 rue du Chateau (Lage)                    | PA21000074    | Inscrit Classé | 2013 2014 | weitere Bilder |

## Liste der Objekte
| Bezeichnung                                             | Beschreibung | Standort                                       | Kennzeichnung | Schutzstatus | Datum | Bild           |
| ------------------------------------------------------- | --- | ---------------------------------------------- | ------------- | ------------ | ----- | -------------- |
| Gemälde Heilige Katharina von Alexandrien               | Ölfarbe auf Holz, erste Hälfte des 16. Jahrhunderts, Marco d’Oggiono zugeschrieben; aus der Burgkapelle                                               | in der Kirche Notre-Dame-de-la-Nativité (Lage) | PM21001874    | Classé       | 1902  |                |
| Zwei Wandteppiche: Mariä Himmelfahrt und heiliger Georg | Tapisserie, 17. Jahrhundert; beide 1975 gestohlen, der Himmelfahrts-Teppich wiedergefunden und im Musée d’art sacré de Dijon deponiert                | in der Kirche Notre-Dame-de-la-Nativité (Lage) | PM21001875    | Classé       | 1907  |                |
| Grablegungstriptychon                                   | Ölfarbe auf Eichenholz (?), erste Hälfte des 17. Jahrhunderts, Philippe Quantin zugeschrieben; aus der Burgkapelle                                    | in der Kirche Notre-Dame-de-la-Nativité (Lage) | PM21001876    | Classé       | 1955  | weitere Bilder |
| Skulptur Madonna mit Kind (1)                           | Gips, Anfang des 17. Jahrhunderts | in der Kirche Notre-Dame-de-la-Nativité (Lage) | PM21001877    | Classé       | 1958  |                |
| Gemälde Heiliger Franziskus von Assisi                  | Ölfarbe auf Leinwand, 18. Jahrhundert; aus der Burgkapelle                                                                                            | in der Kirche Notre-Dame-de-la-Nativité (Lage) | PM21001878    | Classé       | 1976  |                |
| Kelch und Patene                                        | Silber, vergoldet, 1696/97, Goldschmied Eléonor Pidard                                                                                                | in der Kirche Notre-Dame-de-la-Nativité (Lage) | PM21001879    | Classé       | 1978  |                |
| Kruzifix (1)                                            | Holz, farbig gefasst, zweite Hälfte des 16. Jahrhunderts                                                                                              | in der Kirche Notre-Dame-de-la-Nativité (Lage) | PM21001880    | Classé       | 1978  |                |
| Ziborium                                                | Silber, vergoldet, Metall, versilbert, 1798 | in der Kirche Notre-Dame-de-la-Nativité (Lage) | PM21001881    | Classé       | 1978  |                |
| Weihwassereimer und -wedel                              | Kupfer, versilbert, Zinn (?), 19. Jahrhundert | in der Kirche Notre-Dame-de-la-Nativité (Lage) | PM21001882    | Classé       | 1978  |                |
| Skulptur eine Engels mit Schriftrolle                   | Gips, Holz, kurz vor 1900, Bildhauer Xavier Schanovsky; vermutlich 2021 verkauft                                                                      | im Château de La Rochepot (Lage)               | PM21003232    | Classé       | 2013  |                |
| Skulptur eine Engels mit Wappenschild                   | Gips, Holz, kurz vor 1900, Bildhauer Xavier Schanovsky; vermutlich 2021 verkauft                                                                      | im Château de La Rochepot (Lage)               | PM21003233    | Classé       | 2013  |                |
| Abhängling mit den Initialen M.S.                       | Gips, Holz, kurz vor 1900, Bildhauer Xavier Schanovsky; vermutlich 2021 verkauft                                                                      | im Château de La Rochepot (Lage)               | PM21003234    | Classé       | 2013  |                |
| Abhängling mit Blattwerk                                | Gips, Holz, kurz vor 1900, Bildhauer Xavier Schanovsky; vermutlich 2021 verkauft                                                                      | im Château de La Rochepot (Lage)               | PM21003235    | Classé       | 2013  |                |
| Wappen der Familie de Pot                               | Gips, Holz, kurz vor 1900, Bildhauer Xavier Schanovsky; vermutlich 2021 verkauft                                                                      | im Château de La Rochepot (Lage)               | PM21003236    | Classé       | 2013  |                |
| Wasserspeier Mädchen mit Krug                           | Gips, kurz vor 1900, Bildhauer Xavier Schanovsky; vermutlich 2021 verkauft                                                                            | im Château de La Rochepot (Lage)               | PM21003237    | Classé       | 2013  |                |
| Kronleuchter                                            | Metall, Emaill, kurz vor 1900, Entwurf Charles Suisse; vermutlich 2021 verkauft                                                                       | im Château de La Rochepot (Lage)               | PM21003238    | Classé       | 2013  |                |
| Bücherregal (1)                                         | Eichenholz, kurz vor 1900, Entwurf Charles Suisse; vermutlich 2021 verkauft                                                                           | im Château de La Rochepot (Lage)               | PM21003240    | Classé       | 2013  |                |
| Bücherregal (2)                                         | Eichenholz, kurz vor 1900, Entwurf Charles Suisse; vermutlich 2021 verkauft                                                                           | im Château de La Rochepot (Lage)               | PM21003241    | Classé       | 2013  |                |
| Bibliothekstisch (1)                                    | Eichenholz, kurz vor 1900, Entwurf Charles Suisse; vermutlich 2021 verkauft                                                                           | im Château de La Rochepot (Lage)               | PM21003244    | Classé       | 2013  |                |
| Neun Hocker                                             | Eichenholz, kurz vor 1900, Entwurf Charles Suisse; im Maison Carnot in Nolay deponiert                                                                | im Château de La Rochepot (Lage)               | PM21003245    | Classé       | 2013  |                |
| Zwei Drehständer für Grafiken                           | Eichenholz, Metall, Glas, kurz vor 1900, Entwurf Charles Suisse; vermutlich 2021 verkauft                                                             | im Château de La Rochepot (Lage)               | PM21003246    | Classé       | 2013  |                |
| Vier Hängelampen                                        | Metall, Email, Stoff, kurz vor 1900, Entwurf Charles Suisse; vermutlich 2021 verkauft                                                                 | im Château de La Rochepot (Lage)               | PM21003247    | Classé       | 2013  |                |
| Fotografie Porträt von Marie François Sadi Carnot       | 1894 von Aron Gerschel aufgenommen; mit teilvergoldetem Holzrahmen; im Maison Carnot in Nolay deponiert                                               | im Château de La Rochepot (Lage)               | PM21003248    | Classé       | 2013  |                |
| Skulptur Marie François Sadi Carnot                     | Gips, 1899, Bildhauer Mathurin Moreau; vermutlich 2021 verkauft                                                                                       | im Château de La Rochepot (Lage)               | PM21003249    | Classé       | 2013  |                |
| Medaillon Lazare Carnot (1)                             | Bronze, Holz, zweites Viertel des 19. Jahrhunderts, Bildhauer Pierre Jean David d’Angers; im Maison Carnot in Nolay deponiert                         | im Château de La Rochepot (Lage)               | PM21003250    | Classé       | 2013  |                |
| Büste von Cécile Carnot                                 | Keramik, zweite Hälfte des 19. Jahrhunderts, Bildhauer Louis-Edmond Cougny; im Maison Carnot in Nolay deponiert                                       | im Château de La Rochepot (Lage)               | PM21003252    | Classé       | 2013  |                |
| Zierteller Lazare Carnot                                | Porzellan, Holzrahmen, bezeichnet 1881; im Maison Carnot in Nolay deponiert                                                                           | im Château de La Rochepot (Lage)               | PM21003253    | Classé       | 2013  |                |
| Gewehrständer                                           | Holz, Metall, kurz vor 1900, Entwurf Charles Suisse; vermutlich 2021 verkauft                                                                         | im Château de La Rochepot (Lage)               | PM21003255    | Classé       | 2013  |                |
| Küchenherd                                              | Gusseisen, Stahl, Kupfer, kurz vor 1900, Entwurf Charles Suisse; mit zwei Backöfen, zwei Bain-Maries und ein Wasserbehälter; vermutlich 2021 verkauft | im Château de La Rochepot (Lage)               | PM21003257    | Classé       | 2013  |                |
| Hängeschrank (1)                                        | Eichenholz, kurz vor 1900, Entwurf Charles Suisse; vermutlich 2021 verkauft                                                                           | im Château de La Rochepot (Lage)               | PM21003260    | Classé       | 2013  |                |
| Hängeschrank (2)                                        | Eichen- und Tannenholz, kurz vor 1900, Entwurf Charles Suisse; vermutlich 2021 verkauft                                                               | im Château de La Rochepot (Lage)               | PM21003261    | Classé       | 2013  |                |
| Schreibpult mit Tintenfass                              | Eichenholz, Metall, Porzellan, bezeichnet 1899, Entwurf Charles Suisse; vermutlich 2021 verkauft                                                      | im Château de La Rochepot (Lage)               | PM21003263    | Classé       | 2013  |                |
| Medaillon Hippolyte Carnot                              | Gips, bezeichnet 1834, Bildhauer Antoine Etex; im Maison Carnot in Nolay deponiert                                                                    | im Château de La Rochepot (Lage)               | PM21003264    | Classé       | 2013  |                |
| Medaillon Claire Carnot                                 | Gips, bezeichnet 1842, Bildhauer Antoine Etex; im Maison Carnot in Nolay deponiert                                                                    | im Château de La Rochepot (Lage)               | PM21003265    | Classé       | 2013  |                |
| Buffet                                                  | Eichenholz, kurz vor 1900, Entwurf Charles Suisse; vermutlich 2021 verkauft                                                                           | im Château de La Rochepot (Lage)               | PM21003266    | Classé       | 2013  |                |
| Drei Heizungsschirme                                    | Metall, bemalt, kurz vor 1900, Entwurf Charles Suisse; vermutlich 2021 verkauft                                                                       | im Château de La Rochepot (Lage)               | PM21003267    | Classé       | 2013  |                |
| Hängeregal (1)                                          | Eichenholz, kurz vor 1900, Entwurf Charles Suisse; vermutlich 2021 verkauft                                                                           | im Château de La Rochepot (Lage)               | PM21003268    | Classé       | 2013  |                |
| Hängeregal (2)                                          | Eichenholz, kurz vor 1900, Entwurf Charles Suisse; vermutlich 2021 verkauft                                                                           | im Château de La Rochepot (Lage)               | PM21003270    | Classé       | 2013  |                |
| Zwei Hängelampen                                        | Metall, Email, Stoff, kurz vor 1900, Entwurf Charles Suisse; vermutlich 2021 verkauft                                                                 | im Château de La Rochepot (Lage)               | PM21003271    | Classé       | 2013  |                |
| Gemälde Porträt von Cécile Carnot                       | Ölfarbe auf Leinwand, vergoldeter Holzrahmen, signiert Amélie Beaury-Saurel 1889; vermutlich 2021 verkauft                                            | im Château de La Rochepot (Lage)               | PM21003272    | Classé       | 2013  |                |
| Bettgestell                                             | Eichenholz, kurz vor 1900, Entwurf Charles Suisse; vermutlich 2021 verkauft                                                                           | im Château de La Rochepot (Lage)               | PM21003273    | Classé       | 2013  |                |
| Medaillon Lazare Carnot (2)                             | Gips, Holz, 19. Jahrhundert; im Maison Carnot in Nolay deponiert                                                                                      | im Château de La Rochepot (Lage)               | PM21003274    | Classé       | 2013  |                |
| Gerahmte Zierschale                                     | Porzellan, vergoldeter Holzrahmen, 19. Jahrhundert; im Maison Carnot in Nolay deponiert                                                               | im Château de La Rochepot (Lage)               | PM21003275    | Classé       | 2013  |                |
| Skulptur Mädchen mit Krug                               | Gips, kurz vor 1900, Bildhauer Xavier Schanovsky; vermutlich 2021 verkauft                                                                            | im Château de La Rochepot (Lage)               | PM21004880    | Inscrit      | 2013  |                |
| Skulptur Madonna mit Kind (2)                           | Stein, ehemals farbig gefasst, 16. Jahrhundert | im Château de La Rochepot (Lage)               | PM21004882    | Inscrit      | 2013  |                |
| Skulptur Himmelfahrtsmadonna                            | Holz, farbig gefasst, Ende des 17. Jahrhunderts | in der Kirche Notre-Dame-de-la-Nativité (Lage) | PM21003653    | Inscrit      | 1976  |                |
| Skulptur Heiliger Georg                                 | Holz, farbig gefasst, 16. oder 17. Jahrhundert | in der Kirche Notre-Dame-de-la-Nativité (Lage) | PM21003654    | Inscrit      | 1976  |                |
| Kruzifix (2)                                            | Holz, farbig gefasst, 17. Jahrhundert | in der Kirche Notre-Dame-de-la-Nativité (Lage) | PM21003657    | Inscrit      | 1976  |                |
| Bibliotheksschrank                                      | Eichenholz, kurz vor 1900, Entwurf Charles Suisse; vermutlich 2021 verkauft                                                                           | im Château de La Rochepot (Lage)               | PM21003239    | Classé       | 2013  |                |
| Bibliothekstisch (2)                                    | Eichenholz, kurz vor 1900, Entwurf Charles Suisse; vermutlich 2021 verkauft                                                                           | im Château de La Rochepot (Lage)               | PM21003242    | Classé       | 2013  |                |
| Schreibtisch                                            | Eichenholz, kurz vor 1900, Entwurf Charles Suisse; vermutlich 2021 verkauft                                                                           | im Château de La Rochepot (Lage)               | PM21003243    | Classé       | 2013  |                |
| Büste von Hippolyte Carnot                              | Keramik, signiert Robert David d’Angers 1870; vermutlich 2021 verkauft                                                                                | im Château de La Rochepot (Lage)               | PM21003251    | Classé       | 2013  |                |
| Schirmständer                                           | Schmiedeeisen, verzinkt, kurz vor 1900, Entwurf Charles Suisse; vermutlich 2021 verkauft                                                              | im Château de La Rochepot (Lage)               | PM21003254    | Classé       | 2013  |                |
| Wandbespannung (1)                                      | Leinwand, bemalt, kurz vor 1900, Entwurf Charles Suisse                                                                                               | im Château de La Rochepot (Lage)               | PM21003256    | Classé       | 2013  |                |
| Anrichte (1)                                            | Eichenholz, kurz vor 1900, Entwurf Charles Suisse; vermutlich 2021 verkauft                                                                           | im Château de La Rochepot (Lage)               | PM21003258    | Classé       | 2013  |                |
| Anrichte (2)                                            | Eichenholz, kurz vor 1900, Entwurf Charles Suisse; vermutlich 2021 verkauft                                                                           | im Château de La Rochepot (Lage)               | PM21003259    | Classé       | 2013  |                |
| Wandschrank                                             | Eichen- und Tannenholz, kurz vor 1900, Entwurf Charles Suisse; vermutlich 2021 verkauft                                                               | im Château de La Rochepot (Lage)               | PM21003262    | Classé       | 2013  |                |
| Etagere                                                 | Eichenholz, kurz vor 1900, Entwurf Charles Suisse; vermutlich 2021 verkauft                                                                           | im Château de La Rochepot (Lage)               | PM21003269    | Classé       | 2013  |                |
| Wandbespannung (2)                                      | Stoffe, bemalt, kurz vor 1900, Entwurf Charles Suisse; vermutlich 2021 verkauft                                                                       | im Château de La Rochepot (Lage)               | PM21003278    | Classé       | 2013  |                |
| Glocke                                                  | Bronze, 1824 gegossen | im Château de La Rochepot (Lage)               | PM21004876    | Inscrit      | 2013  |                |
| Schlüssel zur Kapelle                                   | Metall, Ende des 19. Jahrhunderts | im Château de La Rochepot (Lage)               | PM21004877    | Inscrit      | 2013  |                |
| Schlüssel des Tresors in der Bibliothek                 | Metall, Ende des 19. Jahrhunderts | im Château de La Rochepot (Lage)               | PM21004881    | Inscrit      | 2013  |                |
| Zwei Anrichten                                          | Eichenholz, Ende des 19. Jahrhunderts | im Château de La Rochepot (Lage)               | PM21004883    | Inscrit      | 2013  |                |
| Anrichte (3)                                            | Eichenholz, Ende des 19. Jahrhunderts | im Château de La Rochepot (Lage)               | PM21004884    | Inscrit      | 2013  |                |
| Grabkreuz                                               | Stein, 15. Jahrhundert | Rue Saint-Georges, auf dem Friedhof (Lage)     | PM21003605    | Inscrit      | 1977  |                |
| Zwei Kollektenschalen                                   | Zinn, Anfang des 19. Jahrhunderts | in der Kirche Notre-Dame-de-la-Nativité (Lage) | PM21003655    | Inscrit      | 1976  |                |
| Weihwasserbecken                                        | Kupfer, Ende des 18. Jahrhunderts | in der Kirche Notre-Dame-de-la-Nativité (Lage) | PM21003656    | Inscrit      | 1976  |                |